# Plumaugat
Plumaugat (bretonisch: Pluvaelgad) ist eine französische Gemeinde mit 1.156 Einwohnern (Stand 1. Januar 2022) im Département Côtes-d’Armor in der Region Bretagne. Sie gehört zum Arrondissement Dinan und zum Kanton Broons. Die Bewohner nennen sich Plumaugatais(es).

## Geografie
Plumaugat liegt etwa 45 Kilometer nordwestlich von Rennes im Osten des Départements Côtes-d’Armor. Die Rance durchquert das Gemeindegebiet, an der nördlichen Grenze entspringt ihr Zufluss Frémeur.

## Bevölkerungsentwicklung
| Jahr      | 1793 | 1800 | 1821 | 1861 | 1866 | 1872 | 1876 | 1886 | 1911 | 1921 | 1962 | 1968 | 1975 | 1982 | 1990 | 1999 | 2006 | 2012 |
| Einwohner | 2303 | 2002 | 2391 | 2480 | 2465 | 2405 | 2520 | 2638 | 2602 | 2325 | 1655 | 1518 | 1357 | 1229 | 1126 | 1004 | 1028 | 1165 |

Die zunehmende Mechanisierung der Landwirtschaft und die hohe Anzahl Gefallener des Ersten Weltkriegs führten zu einem Absinken der Einwohnerzahlen bis auf die Tiefststände in neuerer Zeit. Anmerkung:bei cassini sind 1866 und 1872 die Einwohnerzahlen von Plumaugat und Plumaudan vermutlich vertauscht (1866: 1320 und 2465; 1872: 1289 und 2405).

## Baudenkmäler
Siehe: Liste der Monuments historiques in Plumaugat